# Point Break
Cet article concerne le film original de 1991. Pour le remake, voir Point Break (film, 2015).
Pour plus de détails, voir Fiche technique et Distribution.
Point Break : Extrême Limite ou  Extrême Limite au Canada francophone (titre original : Point Break) est un film américano-japonais réalisé par Kathryn Bigelow et sorti en 1991.
À sa sortie, Point Break reçoit globalement de bonnes critiques et rencontre un bon succès au box-office. Il devient au fil du temps un film culte,. Un remake est produit et sort en 2015.
Le film suit Johnny Utah qui est un ancien joueur universitaire de football américain. À la suite d'une blessure au genou, il a cependant dû faire une croix sur sa carrière sportive. Désormais agent du FBI, on le charge d'enquêter sur le gang des « ex-présidents », auteur de vingt-sept braquages de banques. Les membres de cette bande sont appelés ainsi parce qu'ils agissent en utilisant des masques représentant d'anciens Présidents des États-Unis. L'équipier de Johnny, l'expérimenté Angelo Pappas, a une théorie : pour lui, tout porte à croire que les braqueurs sont une bande de surfeurs. Johnny infiltre alors leur milieu, se lie d'amitié avec la jolie Tyler et découvre le mystique Bodhi.

## Synopsis
Angelo Pappas, agent spécial du FBI à Los Angeles, reçoit comme équipier le jeune Johnny Utah, un ancien joueur de football américain qui a dû arrêter ce sport pour cause d'une blessure à la rotule et qui vient d'intégrer le FBI. Leur mission est de trouver les « anciens présidents », une équipe de braqueurs de banques qui portent des masques d'anciens présidents des États-Unis. Pappas, qui est depuis longtemps chargé de cette enquête, a une théorie : d'après lui, il s'agirait de surfeurs.
Utah, qui n'a jamais surfé de sa vie, est alors chargé de s'intégrer au milieu fermé des surfeurs, et tombe amoureux de Tyler, la jeune surfeuse qui a accepté de lui apprendre les rudiments de ce sport (sachant que Tyler a perdu ses parents dans un accident d'avion, il prétend que les siens sont morts dans un accident de voiture pour qu'elle accepte de l'aider) ; il rencontre à cette occasion l'ancien petit ami de Tyler, un surfeur professionnel « mystique » du nom de Bodhisattva.
Alors que Tyler et les autres surfeurs ignorent qu'il travaille au FBI, Johnny est convoqué par Pappas qui lui ordonne d'aller, sous sa surveillance, inspecter les différentes plages de surf. En se basant sur une analyse de diverses traces laissées par les « faux présidents » sur les lieux des braquages et sur le fait que les voleurs doivent former un véritable clan, Johnny soupçonne un groupe avec lequel il a quelques différends, puis se bat. Après une attaque réussie, mais sanglante de la maison où loge le groupe, les policiers découvrent qu'il ne s'agit pas des voleurs recherchés : il s'agit en fait de trafiquants d'héroïne nazifiants qui avaient été infiltrés par un agent des stupéfiants.
À la suite de leur bavure, l'enquête est au point mort. Plus tard, invité par Bodhi à surfer avec tout le groupe, Johnny s'aperçoit que les braqueurs ne sont autres que les membres du groupe de Bodhi. Les deux policiers se retrouvent face aux « faux présidents » qui sortent d'une banque qu'ils viennent de dévaliser, et les prennent en chasse. Utah se bat contre le malfrat qui porte le masque de Ronald Reagan pendant que Pappas tire sur la voiture des "faux présidents" Johnson, Nixon et Carter, mais ils ne parviennent pas à les intercepter.
Tyler comprend alors qu'Utah travaille au FBI, devient furieuse et s'enfuit. Bodhi emmène Utah avec lui et ce qui reste de son groupe de braqueurs pour faire un saut en parachute. Après ce moment intense, Bodhi montre à Utah une vidéo sur laquelle on voit Tyler ligotée et bâillonnée. Johnny est contraint de se joindre au groupe pour un braquage de banque afin qu'ils laissent Tyler en vie. Pendant ce dernier braquage, un policier tire sur Bodhi, Utah, le faux Nixon et le faux Johnson ; ce dernier meurt, mais Bodhi tue le policier et assomme Utah. Revenu à lui, Utah est arrêté, mais Pappas frappe Harper, le détache et l'emmène  avec lui sur la piste de Bodhi et sa bande. Utah lui explique qu'ils ne peuvent pas les arrêter, ou Tyler sera tuée.
Sur l'aérodrome où les fuyards doivent s'envoler pour le Mexique, Pappas se cache derrière l'avion de Bodhi en le mettant en joue. Pappas tue plusieurs des malfrats, mais est tué à son tour. Bodhi emmène Utah avec lui ; en plein vol, il saute de l'avion en parachute, bientôt suivi par Utah, qui saute quant à lui sans parachute. Au cours de sa chute libre, Utah parvient à s'agripper à Bodhi. Après l'atterrissage, Tyler est libérée et vient retrouver Utah.
Quelque temps plus tard, après avoir suivi sa trace tout au long des différents spots de surf du monde, Utah retrouve Bodhi en Australie, où il avait dit qu'il se rendrait pour surfer la « méga vague géante » du siècle lors de la tempête des 50 ans. Ils se battent et Utah parvient à passer les menottes à Bodhi qui lui demande de lui accorder une dernière faveur avant d'aller en prison : le laisser surfer cette vague gigantesque, moment qu'il a attendu toute sa vie. L'issue fatale de cette tentative ne faisant aucun doute, Utah quitte la plage après avoir jeté sa plaque du FBI dans l'océan, tandis que Bodhi disparaît dans la vague géante qui s'écrase sur lui.

## Fiche technique
Sauf indication contraire, les informations mentionnées dans cette section peuvent être confirmées par la base de données cinématographiques IMDb,  présente dans la section « Liens externes ».
- Titre original : Point Break
- Titre français complet : Point Break : Extrême Limite
- Titre québécois : Extrême Limite
- Réalisation : Kathryn Bigelow
- Scénario : W. Peter Iliff, d'après une histoire de W. Peter Iliff et Rick King
- Musique : Mark Isham
- Direction artistique : Pamela Marcotte
- Décors : Peter Jamison et Linda Spheeris
- Costumes :  Leah Brown et Ed Fincher, Colby P. Bart et Louis Infante (superviseur)
- Photographie : Donald Peterman
- Son : David MacMillan
- Montage : Howard E. Smith et Bert Lovitt
- Production : Peter Abrams, Joseph Newton Cohen et Robert L. Levy
  - Coproduction : Rick King et Michael Rauch
  - Production déléguée : James Cameron
- Sociétés de production[3] : Largo Entertainment en association avec JVC Entertainment Networks
- Société de distribution[3] : Twentieth Century Fox (États-Unis), 20th Century Fox France (France)
- Budget : 24 millions de dollars[4]
- Pays de production :  États-Unis,  Japon (coproduction)
- Langue originale : anglais
- Format[5] : couleur (Deluxe) - 35 mm / 70 mm - 2,35:1 (Cinémascope) en 35 mm / 2,20:1 (Panavision 70) en 70 mm - son Dolby SR en 35 mm / 70 mm 6-Track en 70 mm
- Genre : action, policier, casse
- Durée : 122 minutes
- Dates de sortie[6] :
  - États-Unis : 12 juillet 1991
  - France : 28 août 1991
  - Japon : 21 octobre 1991
  - États-Unis : 8 février 2010 (Festival international du film de Santa Barbara)
- Classification[7] :
  - États-Unis : R – Restricted (Les enfants de moins de 17 ans doivent être accompagnés d'un adulte).
  - États-Unis : TV-PG (Ce programme contient des éléments que les parents peuvent considérer inappropriés pour les enfants)
  - France : Interdit aux moins de 12 ans (visa d'exploitation no 76728 délivré le 9 août 1991)[8]

## Distribution
- Patrick Swayze (VF : Richard Darbois) : Bodhisattva
- Keanu Reeves (VF : Thierry Ragueneau) : l'agent spécial du FBI Johnny Utah
- Gary Busey (VF : Jacques Frantz) : l'agent du FBI Angelo Pappas
- Lori Petty (VF : Maïk Darah) : Tyler Ann Endicott
- John C. McGinley (VF : Jean-Luc Kayser) : l'agent du FBI Ben « Harp » Harper
- James LeGros (VF : Pierre-François Pistorio) : Roach
- John Philbin (pl) : Nathanial
- Bojesse Christopher : Grommet
- Lee Tergesen (VF : Éric Legrand) : Rosie
- Julian Reyes (VF : Éric Etcheverry) : l'agent du FBI Alvarez
- Daniel Beer : l'agent du FBI Babbit
- Chris Pedersen (en) (VF : Michel Vigné) : Bunker Weiss
- Vincent Klyn (VF : Daniel Russo) : Lupton « Warchild » Pittman
- Anthony Kiedis : Tone
- Dave Olson : Archbold
- Christopher Pettiet : 15
- Sydney Walsh (en) : Miss Deer
- Peter Phelps : un surfer australien
- Tom Sizemore (VF : Renaud Marx)  : Deets, l'agent de la DEA (non crédité)

## Production
À l'origine, Matthew Broderick, Johnny Depp, Val Kilmer, Willem Dafoe et Charlie Sheen ont auditionné pour le rôle principal de Johnny Utah, alors que Ridley Scott en était le réalisateur. Patrick Swayze, qui incarne Bodhi, a également auditionné pour ce rôle. Après avoir acquis le scénario, les producteurs de Point Break commencent à rechercher un réalisateur. À cette époque, le producteur exécutif James Cameron est marié à la réalisatrice Kathryn Bigelow, qui vient juste de terminer Blue Steel et cherche un nouveau projet,.
Point Break se nomme à l'origine Johnny Utah quand Keanu Reeves intègre la distribution pour le rôle principal. Mais les studios sentent que le titre n'a que très peu à voir avec le monde du surf et lorsque Patrick Swayze intègre la distribution, le film est renommé Riders on the Storm d'après la célèbre chanson des Doors. Cependant, les paroles de Jim Morrison n'ont rien à voir avec le film et le titre est rejeté. Ce n'est que vers la moitié du tournage que le titre Point Break est retenu. Point Break fait référence à un terme des pratiquants de surf désignant le point de rupture à l'endroit où les vagues frappent un point de terre ou des rochers qui dépassent du littoral.
Le tournage se déroule à Cannon Beach, Culver City, Hawaï, Los Angeles, Malibu, Manhattan Beach, Oahu, Redondo Beach, Santa Monica et Wheeler. Les cascades en avion avec Patrick Swayze étaient réelles et les scènes de chute libre furent tournées au-dessus du lac Powell.

### Bande originale
- Nobody Rides for Free, interprété par Ratt
- I Want You, interprété par Concrete Blonde
- If 6 Was 9, interprété par Jimi Hendrix
- Rose Colored Glasses, interprété par School of Fish (en)
- Criminal, interprété par Public Image Limited
- My City, interprété par Shark Island
- 7 And 7 Is, interprété par Love
- Smoke on the Water, interprété par Loudhouse (en)
- So Long Cowboy, interprété par Westworld (es)
- Down to the Wire, interprété par Little Caesar (en)
- Over the Edge, interprété par L.A. Guns
- 7 And 7 Is, interprété par Liquid Jesus
- Original Gangster interprété par Ice-T
- I Will Not Fall, interprété par Wire Train (en)
- Surf City, interprété par Jan and Dean
- Foot Chase, interprété par Mark Isham scène du saut en chute libre
- Hundreds of Tears, interprété par Sheryl Crow

## Sortie

### Critique
Jérôme d'Estais, Kathryn Bigelow, passage de frontières, Editions Rouge profond, 2020,  (ISBN 979-1097309312)

### Box-office
Point Break est sorti le 12 juillet 1991 aux États-Unis dans 1 615 salles. Lors de son premier week-end d'exploitation, le long-métrage prend la quatrième place du box-office avec 8 514 616 $, pour une moyenne de 5 272 $ par salle. Le week-end suivant, il atteint le seuil maximal de salles (1 625 salles, soit 10 salles supplémentaires), engrangeant 5 743 397 $ et portant le cumul des recettes totalisées au cours des deux week-ends à 18 559 671 $. Finalement, Point Break a rapporté 43 218 387 $ de recettes sur le territoire américain, se classant ainsi à la 29e place des meilleures recettes au box-office de 1991.
Le film sort un mois plus tard en France, où il totalise 1 351 132 entrées, permettant ainsi de figurer à la 20e place du box-office français l'année de sa sortie.
À l'international, Point Break totalise 40 313 571 $, portant le total du box-office mondial à 83 531 958 $, ce qui est considéré comme un succès commercial au vu du budget de production,.
| Pays ou région            | Box-office                        | Date d'arrêt du box-office | Nombre de semaines |
| ------------------------- | --------------------------------- | -------------------------- | ------------------ |
| États-Unis (1er week-end) | 8 514 616 $                       | du 12 au 14 juillet 1991   | -                  |
| États-Unis                | 43 218 387 $                      | 25 août 1991               | 7                  |
| France Paris              | 1 351 132 entrées 273 114 entrées | -                          | -                  |
| Total hors États-Unis     | 40 313 571 $                      | 25 août 1991               | 7                  |
| Total mondial             | 83 531 958 $                      | 25 août 1991               | 7                  |

## Distinctions
Sauf indication contraire, les informations mentionnées dans cette section peuvent être confirmées par la base de données cinématographiques IMDb,  présente dans la section « Liens externes ».

### Récompenses
- MTV Movie & TV Awards 1992 : MTV Movie Award de l’homme le plus désirable décerné à Keanu Reeves

### Nominations
- MTV Movie & TV Awards 1992 :
  - MTV Movie Award de la meilleure séquence d'action pour le deuxième saut de l'avion, quand Utah saute sans parachute de l'avion et surprend Bodhi au milieu de sa chute ;
  - MTV Movie Award de l’homme le plus désirable pour Patrick Swayze.

## Impacts dans des œuvres de fiction
- Le film (et plus particulièrement Bodhi) est largement évoqué dans Brice de Nice (2005). Le personnage de Brice, en effet, se rêve en surfeur comme Bodhi, le héros du film, qu'il considère comme son film culte. Il se qualifie de « Bodhiste ». Dans ce même film, les acteurs Patrick Swayze, Keanu Reeves et Gary Busey qui n'y apparaissent pas sont crédités dans le "mauvais" générique de fin (qui est celui issu de Point Break) avant d'être remplacé par le bon.
- Les héros de Hot Fuzz (2007) regardent ce film pour « arrêter de réfléchir ». Danny, reproduit d'ailleurs la scène du pistolet en vidant son chargeur en l'air, refusant de tirer sur son père.
- La Cité de la peur (1994) parodie une scène de Point Break lorsque le personnage joué par Alain Chabat tire plusieurs coups de pistolet en direction du ciel, voyant le tueur hors de portée.
- Fast and Furious 1 (2001) s'inspire dans ses trames narratives en grande partie de Point Break.

## Remake
Un remake du film est sorti en 2015. Point Break est réalisé par Ericson Core. Édgar Ramírez reprend le rôle de Bodhi et Luke Bracey celui de Johnny. Cette nouvelle version met en scène plus de sports extrêmes que le premier film mais ne rencontre pas le succès commercial.